# Stadion im. Atanasiosa Diakosa
Stadion im. Atanasiosa Diakosa – wielofunkcyjny stadion w Lamii, w Grecji. Został otwarty w 1952 roku. Może pomieścić 5500 widzów. Swoje spotkania rozgrywają na nim piłkarze klubu PAS Lamia 1964.
Stadion został otwarty w 1952 roku. W 2004 roku został zmodernizowany, w roku 2008 zainstalowano na nim plastikowe krzesełka. Kolejne prace modernizacyjne miały miejsce w 2017 roku, po awansie gospodarzy, klubu PAS Lamia 1964, do najwyższej klasy rozgrywkowej (m.in. zadaszono wówczas centralną część głównej trybuny). Pojemność stadionu wynosi obecnie 5500 widzów. Trybuny otaczają obiekt z trzech stron, za południowo-zachodnim łukiem, gdzie mieści się główne wejście na stadion, brak jest miejsc dla widowni. Trybuna wzdłuż boiska po stronie południowo-wschodniej, ze względu na ograniczenia przestrzenne, zwęża się ku końcowi. Boisko otoczone jest bieżnią lekkoatletyczną o niestandardowym, zbliżonym do prostokąta, kształcie. W 2020 roku nadano stadionowi imię Atanasiosa Diakosa, jednego z bohaterów greckiej wojny o niepodległość (pierwotnie stadion zwano Narodowym Stadionem Lamii, później znany był jako Stadion Miejski).